# Máquina de fluido
Se denominan máquinas de fluido aquellas que tienen como función principal intercambiar energía con un fluido que las atraviesa. Este intercambio implica directamente una transformación de energía.

## Clasificación
Las máquinas de fluido se suelen clasificar según varios principios. Las tres clasificaciones presentadas a continuación son complementarias de modo que, por ejemplo, un ventilador es una turbomáquina hidráulica generadora, mientras que un motor de explosión es un motor térmico alternativo (de desplazamiento positivo).

### Según la naturaleza del fluido que las atraviesa j
- Máquina hidráulica o máquina de flujo incompresible. Es aquella que trabaja con flujos incompresibles. A este grupo pertenecen las máquinas que trabajan con líquidos (por ejemplo, agua) pero además se incluyen aquellas que trabajan con gases cuando éstos se comportan como flujos incompresibles, como por ejemplo los ventiladores o aerogeneradores.

Estas máquinas aprovechan únicamente la energía mecánica disponible en el fluido (cinética y potencial), de modo que si se incrementa la temperatura del fluido a la entrada de la máquina, simplemente se obtendrá a la salida un fluido más caliente, sin que dicho incremento de temperatura suponga un aprovechamiento mayor de la energía disponible.
Así, los molinos, aprovechan la energía cinética de los cursos de agua, mientras que las modernas centrales hidroeléctricas aprovechan la energía potencial del agua embalsada.
El estudio de los intercambios de energía en las máquinas hidráulicas es objeto de la mecánica de fluidos.
- Máquina térmica o máquina de flujo compresible. Es aquella que trabaja con fluidos compresibles, ya sean condensables (caso de la máquina de vapor) o no condensables (como la turbina de gas).

En este caso, sí se aprovecha la energía térmica del fluido, ya que la energía mecánica se produce mediante la expansión del fluido (incremento de su volumen específico). En este caso, al incrementar la temperatura del fluido a la entrada de la máquina, se obtendrá una mayor cantidad de energía mecánica en el eje de la máquina.
El estudio de los intercambios de energía en las máquinas térmicas es objeto de la termodinámica. Las máquinas de fluido también se clasifican atendiendo a dos criterios, la cantidad de fluido y el movimiento de la máquina.

### Según el mecanismo de intercambio energético
- Máquinas volumétricas o máquinas de desplazamiento positivo. Son aquellas máquinas que son atravesadas por cantidades discretas de fluido. Estas, a su vez, se clasifican en alternativas o rotativas en función del movimiento ejercido.
- Turbomáquinas. Son aquellas máquinas que son atravesadas por un flujo continuo y que intercambian energía a través de un órgano de movimiento rotativo, es decir, un rotor.

### Según el sentido de intercambio energético
Si, en el proceso, el fluido incrementa su energía, la máquina se denomina generadora (compresores, bombas de agua), mientras que, si la disminuye, la máquina se denomina motora (turbinas, motores de explosión).